# Замолот

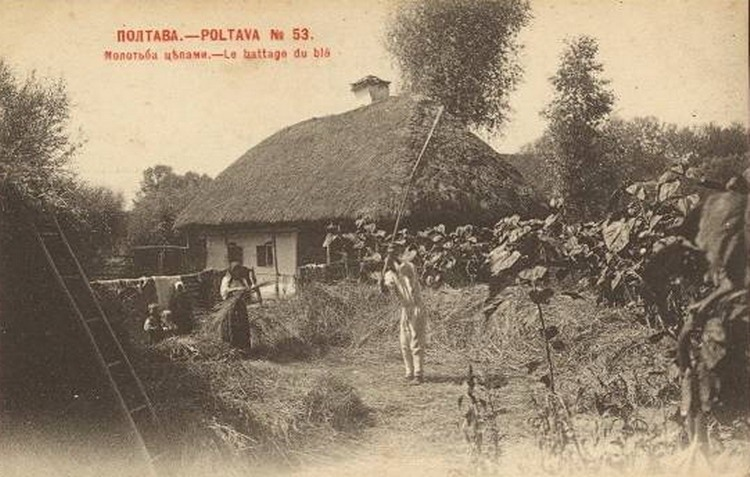
Обмолот ціпами, Полтавщина, початок XX ст.

Замоло́т, молоча — традиційна форма особистого найму для обмолоту зернових культур. «Молотниками» або «вимолотниками» називали збіднілих селян. Для них, обмолот зернових культур, був один з найважливіших джерел існування. Задовго до жнив або ж одразу після них укладався договір про замолот. У загальний договір входив замолот поряд із зажином. Крім обмолоту, селяни очищували зерно від полови, підбирали і ув'язували солому.
Виділялись два періоди замолота. З 1 серпня починалася, так звана, перша молотьба і тривала не більше двох тижнів. Заготівля зерна на насіння була її головною метою. Праця молотника в цей час оплачувалася особливо добре. Другий період замолота тривав з 1 вересня по лютий, березень, а його розпал припадав на жовтень — листопад. При замолоті розрахунок відбувався у так званих коробках, або мірках зерна — від 6 до 13 коробок. В обов'язок господаря, як і при зажині, входило частування молотників. У деяких місцевостях існував звичай наділяти господаря міркою вщерть, а молотників — з верхом.